# Christina Hendricks
Christina Rene Hendricks (* 3. května 1975 Knoxville, Tennessee) je americká herečka, známá díky roli Joan Harris v dramatickém televizním seriálu Šílenci z Manhattanu a postavou Saffron v seriálu Firefly. Za roli v seriálu Šílenci z Manhattanu získala šest nominací na cenu Emmy.
Podle ankety čtenářek časopisu Esquire byla označena „nejpřitažlivější ženou na světě“. V roce 2010 byla stejným časopisem zvolena nejpohlednější Američankou.
Od roku 2017 hraje v seriálu Šerifská hvězda a od roku 2018 zároveň působí v seriálu Hodný holky.

## Osobní život
Narodila se v Knoxville ve státě Tennessee. Její matka Jackie Sue (rozená Raymond) byla psycholožka. Její otec Robert Hendricks, který pracoval pro lesní službu Spojených států, pochází z anglického Birminghamu. Díky svému otci má tedy dvojí občanství, americké a britské. Kvůli zaměstnání otce se celá rodina stěhovala, bydleli ve Fairfaxu (stát Virginie), Portlandu (stát Oregon) a Twin Falls (stát Idaho). Hendricks je přírodní blondýna a vlasy si začala barvit v deseti letech poté, co přečetla knihu Anne of Green Gables. Hraje na akordeon a svůj talent využila i v epizodě seriálu Šílenci z Manhattanu.
Dne 11. října 2009 si vzala herce Geoffreyho Arenda. V rozhovorech uvedla, že ona ani její manžel si nepřejí mít děti.

## Kariéra
S hereckou kariérou začala v dětství účinkováním v dětských muzikálových produkcích ve Twin Falls. Mezi svými osmnácti a sedmadvaceti lety působila jako modelka. Mnohokrát hostovala v televizních seriálech, její první hlavní role přišla v seriálu Beggars and Choosers. Od té doby hrála v seriálech Zlatá doba, The Court (se Sally Fieldovou a Craigem Bierkem) a v dramatickém seriálu Kevin Hill. Ztvárnila vedlejší role v seriálech Pohotovost a Firefly a hostovala v epizodách seriálů Angel, Miss Match, Volání mrtvých, Nemocnice Presidio, Beze stopy a Las Vegas: Kasino. Ve filmu South of Pico hrála po boku Kipa Pardua, v nezávislém filmu La Cucina, který měl premiéru v prosinci 2009 na stanici Showtime, ztvárnila spisovatelku a zahrála si zde vedle Joaquima de Almeidy. Objevila se ve čtyřech epizodách pořadu televize NBC Life ve vedlejší roli Olivie, téměř nevlastní matky detektiva Charlie Crewse a milenky Teda Earleyho. Také hrála ve videoklipech „The Ghost Inside“ od skupiny Broken Bells a „One Hit Wonder“ od Everclear.
V seriálu stanice AMC Šílenci z Manhattanu hrála roli Joan Harris (později Holloway). Její postava je zde správkyní kanceláře reklamní společnosti Sterling Cooper Draper Pryce (SCDP), poskytuje poradenství skupině sekretářek, které se musí potýkat s různými náladami a bezohledností profesionálních reklamních manažerů.
Objevila se v akčním thrilleru Drive režiséra Nicolase Windinga Refna, po boku Ryana Goslinga a Carey Mulligan. V roce 2014 ztvárnila hlavní roli v režisérském debutu Ryana Goslinga Lost River. Roku 2015 si zahrála po boku Charlize Theron a Chloë Grace Moretz v adaptaci románu od Gillian Flynnové Temné kouty. Tentýž rok se objevila v thrilleru Neon Demon.

## Kulturní vliv
Hendricks byla uvedena jako majitelka ideálních ženských křivek.
Britská ministryně Lynne Featherstone chválila postavu Christiny Hendricks ve tvaru přesýpacích hodin jako ideální tvar pro ženy a řekla: „Christina Hendricks je naprosto báječná… Potřebujeme více těchto vzorů. To je taková senzace, když se objeví modelka s křivkami. Nemělo by to být tak neobvyklé.“ Televizní kritička z Los Angeles Times Mary McNamara řekla, že její ztvárnění Joan Holloway rozpoutalo revoluci ve vnímání krásy v televizi. Byla nazvána „novým moderním ideálem hollywoodského půvabu – ženské figury, smyslné; návratem do dob Marilyn Monroe, Jane Russellové a Veronicy Lake“. Britská módní návrhářka Vivienne Westwoodová ji vybrala jako tvář reprezentující značku v kolekci šperků „Get A Life“ v březnu 2011. Westwood popsala Hendricks jako „ztělesnění krásy“.
Christina Hendricks začala odmítat termín „plná postava“ a jednou kritizovala reportéra, který používal tento výraz při jejím rozhovoru. V září 2010 řekla, že se média příliš soustředí na ženská těla a ne na opravdový talent hereček: „Na tom seriálu (Šílenci z Manhattanu) jsem pracovala až do vyčerpání sil, ale potom jediným tématem, o kterém se všichni bavili, byla moje postava.“

## Filmografie

### Filmy

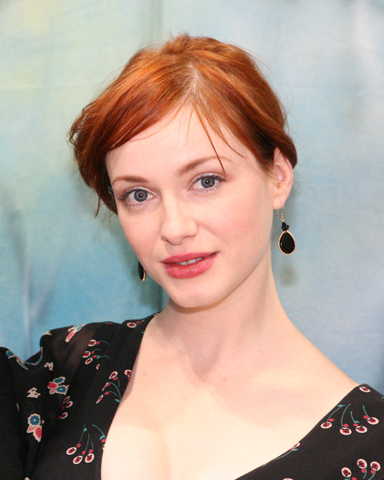
Hendricks v březnu 2006

| Rok  | Název                          | Role               | Poznámky        |
| ---- | ------------------------------ | ------------------ | --------------- |
| 1999 | Sorority                       | Fawn               |                 |
| 2007 | La Cucina                      | Lily               |                 |
| 2007 | Na jih od Pico                 | Angela             |                 |
| 2010 | Leonie                         | Catherine          |                 |
| 2010 | Pod jednou střechou            | Alison Novack      |                 |
| 2011 | Domácí záležitosti             | Alicia             |                 |
| 2011 | Superhvězda Superman           | Lois Lane (hlas)   |                 |
| 2011 | Oddělen                        | Sarah Madison      |                 |
| 2011 | Drive                          | Blanche            |                 |
| 2011 | Nechápu, jak to dokáže         | Allison            |                 |
| 2012 | Ginger a Rosa                  | Natalie            |                 |
| 2013 | Zasažen bleskem                | April              |                 |
| 2013 | Kokuriko-zaka kara             | Miki Hokuto        | anglický dabing |
| 2014 | Lost River                     | Billy              |                 |
| 2014 | Zvonilka a piráti              | Zarina (hlas)      |                 |
| 2014 | God's Pocket                   | Jeannie Scarpato   |                 |
| 2015 | Temné kouty                    | Patty Day          |                 |
| 2016 | Neon Demon                     | Roberta Hoffman    |                 |
| 2016 | Santa je pořád úchyl           | Diana              |                 |
| 2016 | Zoolander No. 2                | svůdkyně           |                 |
| 2017 | Hadí doupě                     | Brenda             |                 |
| 2017 | Na férovku, pane učiteli       | slečna Monetová    |                 |
| 2017 | Pottersville                   | Connie Greiger     |                 |
| 2018 | Oni 2: Noční kořist            | Cindy              |                 |
| 2018 | Westwood: Punk, Icon, Activist | samu sebe          | dokument        |
| 2018 | Egg                            | Karen              |                 |
| 2018 | Candy Jar                      | Amy Skinner        |                 |
| 2018 | American Woman                 | Katherine          |                 |
| 2018 | Toy Story 4: Příběh hraček     | Gabby Gabby (hlas) |                 |

### Televize
| Rok        | Název                | Role                         | Poznámky                              |
| ---------- | -------------------- | ---------------------------- | ------------------------------------- |
| 1999       | Undressed            | Rhiannon                     | hlavní role, 4 díly                   |
| 2000       | Angel                | barová dívka                 | díl: „Marnotratník“                   |
| 2000–2001  | Beggars and Choosers | Kelly Kramer                 | hlavní role, 19 dílů                  |
| 2001       | Zloději              | Sunday                       | díl: „Casino"                         |
| 2002       | Pohotovost           | Joyce Westlake               | 4 díly                                |
| 2002       | The Court            | Betsy Tyler                  | hlavní role                           |
| 2002       | Zlatá doba           | Audrey Drummond              | TV film                               |
| 2002–2003  | Firefly              | Saffron / Bridget / Yolanda  | díly: „Naše paní Reynoldsová“, „Past“ |
| 2003       | Miss Match           | Sarah                        | díl: „The Price of Love“              |
| 2003       | Anorexie             | Frannie Hunter               | TV film                               |
| 2003       | Nemocnice Presidio   | Claire                       | díl: „Suffer Unto Me the Children…“   |
| 2004       | Volání mrtvých       | Alyssa                       | díl: „Vražda v márnici“               |
| 2004–2005  | Kevin Hill           | Nicolette Raye               | hlavní role, 22 dílů                  |
| 2005       | Odložené případy     | Esther „Legs“ Davis          | díl: „Barvy“                          |
| 2006       | Jake in Progress     | Tanya                        | 4 díly                                |
| 2006       | Las Vegas: Kasino    | Connie                       | díl: „Teorie chaosu“                  |
| 2006       | Beze stopy           | Rachel Gibson                | díl: „Poradna“                        |
| 2007       | Bejbybum             | Holly                        | díl: „First Night Out“                |
| 2007–2008  | Na doživotí          | Olivia Canton                | 4 díly                                |
| 2007–2015  | Šílenci z Manhattanu | Joan Harris (dříve Holloway) | hlavní role, 92 dílů                  |
| 2011       | Tělo jako důkaz      | Karen Archer                 | díl: „Chodící mrtvola“                |
| 2011       | Americký táta        | Naydern (hlas)               | díl: Gorillas in the Mist“            |
| 2015–2016  | Zvrhlé panství       | Chair                        | hlavní role, 17 dílů                  |
| 2015       | Rick a Morty         | Unity (hlas)                 | díl: „Auto Erotic Assimilation“       |
| 2016       | Hap and Leonard      | Trudy Fawst                  | 6 dílů                                |
| 2017–dosud | Šerifská hvězda      | Elizabeth Bradshaw           | vedlejší role, 15 dílů                |
| 2018       | The Romanoffs        | Olivia Rogers                | díl: „House of Special Purpose“       |
| 2018       | Robot Chicken        | Různé hlasy                  | díl: „Ext. Forest - Day“              |
| 2018–dosud | Hodný holky          | Beth Boland                  | hlavní role                           |

### Videohry
| Rok  | Název                   | Role              |
| ---- | ----------------------- | ----------------- |
| 2011 | Need for Speed: The Run | Sam Harper (hlas) |

## Ocenění
| Rok  | Ocenění                          | Kategorie                                                                          | Dílo                     | Výsledek  |
| ---- | -------------------------------- | ---------------------------------------------------------------------------------- | ------------------------ | --------- |
| 2006 | SyFy Genre Awards                | Nejlepší hostující hvězda v televizi                                               | Firefly (epizoda „Past“) | vítězství |
| 2008 | Screen Actors Guild Award        | Nejlepší výkon obsazení dramatického seriálu                                       | Šílenci z Manhattanu     | vítězství |
| 2009 | Screen Actors Guild Award        | Nejlepší výkon obsazení dramatického seriálu                                       | Šílenci z Manhattanu     | vítězství |
| 2009 | Monte-Carlo Television Festival  | Cena Zlaté nymfy za nejlepší ženský herecký výkon v televizním dramatickém seriálu | Šílenci z Manhattanu     | vítězství |
| 2010 | Screen Actors Guild Award        | Nejlepší výkon obsazení v dramatickém seriálu                                      | Šílenci z Manhattanu     | nominace  |
| 2010 | Ceny Emmy                        | Nejlepší herečka ve vedlejší roli v dramatickém seriálu                            | Šílenci z Manhattanu     | nominace  |
| 2011 | Critics' Choice Television Award | Nejlepší herečka ve vedlejší roli v dramatickém seriálu                            | Šílenci z Manhattanu     | vítězství |
| 2011 | Monte-Carlo Television Festival  | Cena Zlaté nymfy za nejlepší ženský herecký výkon v televizním dramatickém seriálu | Šílenci z Manhattanu     | nominace  |
| 2011 | Screen Actors Guild Award        | Nejlepší výkon obsazení v dramatickém seriálu                                      | Šílenci z Manhattanu     | nominace  |
| 2011 | Ceny Emmy                        | Nejlepší herečka ve vedlejší roli v dramatickém seriálu                            | Šílenci z Manhattanu     | nominace  |
| 2012 | Critics' Choice Television Award | Nejlepší herečka ve vedlejší roli v dramatickém seriálu                            | Šílenci z Manhattanu     | vítězství |
| 2012 | Cena Emmy                        | Nejlepší herečka ve vedlejší roli v dramatickém seriálu                            | Šílenci z Manhattanu     | nominace  |
| 2013 | Cena Emmy                        | Nejlepší herečka ve vedlejší roli v dramatickém seriálu                            | Šílenci z Manhattanu     | nominace  |
| 2014 | Cena Emmy                        | Nejlepší herečka ve vedlejší roli v dramatickém seriálu                            | Šílenci z Manhattanu     | nominace  |
| 2015 | Cena Emmy                        | Nejlepší herečka ve vedlejší roli v dramatickém seriálu                            | Šílenci z Manhattanu     | nominace  |